# Emil von Dungern
Emil von Dungern (26 de novembre de 1867 – 4 de setembre de 1961) va ser un metge internista alemany.
Von Dungern va néixer a Würzburg i morí a Ludwigshafen am Bodensee. En els anys 1910–11, E. von Dungern i Ludwik Hirszfeld descobriren l'heretabilitat del grup sanguini en el sistema ABO.

## Alguns escrits
- Amb Ludwik Hirszfeld: Über Nachweis und Vererbung biochemischer Strukturen. In: Zeitschrift für Immunitätsforschung und experimentelle Therapie, Bd. 4, 1910, S. 531–546
- Amb Ludwik Hirszfeld: Über Vererbung gruppenspezifischer Strukturen des Blutes. In: Zeitschrift für Immunitätsforschung und experimentelle Therapie, Bd. 6, 1910, S. 284–292.
- Amb Ludwik Hirszfeld: Über gruppenspezifische Strukturen des Blutes. In: Zeitschrift für Immunitätsforschung und experimentelle Therapie, Bd. 8, 1911, S. 526–562